# Jaylen Hoard
Jaylen Hoard (Le Havre; 30 de marzo de 1999) es un baloncestista francés-estadounidense que pertenece a la plantilla del Maccabi Tel Aviv B.C. de la Ligat Winner. Con 2,03 metros de estatura, ocupa la posición de alero.

## Trayectoria deportiva

### Primeros años
Hoard es hijo de padres vinculados con el baloncesto. Su madre, Katia Foucade, fue miembro de la selección francesa, mientras su padre, el estadounidense Antwon Hoard, jugó varias temporadas en la LNB, la primera división gala. En 2015 se unió al INSEP de París, el Instituto Nacional de Deportes, y jugó una temporada en el Centre Fédéral de Basket-ball, el equipo formativo que tiene el centro formativo en la Nationale Masculine 1, la tercera división del baloncesto francés.
Posteriormente se desplazaría a los Estados Unidos, asistiendo todavía en su etapa de instituto al Wesleyan Christian Academy. Ese año disputó el Jordan Brand Classic, logrando 16 puntos, 7 rebotes y 5 robos de balón.

### Universidad
Jugó una temporada con los Demon Deacons de la Universidad de Wake Forest, en la que promedió 13,7 puntos, 7,6 rebotes y 1,5 asistencias por partido. Al término de esa temporada se declaró elegible para el Draft de la NBA, renunciando a los tres años que le quedaban de universidad.

#### Estadísticas
| Año     | Equipo      | PJ | PT | MPP  | %TC  | %3P  | %TL  | RPP | APP | ROB | TPP | PPP  |
| ------- | ----------- | -- | -- | ---- | ---- | ---- | ---- | --- | --- | --- | --- | ---- |
| 2018–19 | Wake Forest | 31 | 30 | 30.2 | .458 | .226 | .717 | 7.6 | 1.5 | .6  | .6  | 13.1 |

### Profesional
Tras no ser elegido en el Draft de la NBA de 2019, el 1 de julio firmó un contrato dual con los Portland Trail Blazers y el equipo de la G League, los Texas Legends. Debutó en la NBA 10 de noviembre ante Atlanta Hawks. La mayor parte de la temporada estuvo asignado a los Texas Legends, disputando solo 13 encuentros con el primer equipo. Pero ya en la "burbuja de Orlando", entró en la rotación de los Blazers de cara a disputar los Playoffs, llegando a jugar en tres de los cinco encuentros de primera ronda ante Los Angeles Lakers.
El 4 de diciembre de 2020, firma con los Oklahoma City Thunder, pero fue cortado tres días más tarde. El 28 de enero de 2021 firma por el filial, los Oklahoma City Blue. El 5 de abril firma un contrato dual, pero debuta con el primer equipo ese mismo día, y llega a disputar 19 de los 23 encuentros hasta final de temporada.
En noviembre de 2021, de cara a la 2021-22, regresó a los Oklahoma City Blue. El 29 de diciembre, firma un contrato de 10 día con los Thunder, debutando pero regresando a los Blue al término del mismo. El 1 de abril de 2022 vuelve a firmar un segundo contrato de 10 días. En su cuarto encuentro con el primer equipo esa temporada, el 5 de abril ante Portland Trail Blazers, anota 24 puntos y captura 21 rebotes.
En la temporada 2022-23, firma por el Hapoel Tel Aviv B.C. de la Ligat Winner.
El 2 de julio de 2024 firmó por dos temporadas con el Maccabi Tel Aviv B.C., también de la liga israelí.

## Estadísticas de su carrera en la NBA

### Temporada regular
| Año     | Equipo        | PJ | PT | MPP  | %TC  | %3P  | %TL  | RPP  | APP | ROB | TPP | PPP  |
| ------- | ------------- | -- | -- | ---- | ---- | ---- | ---- | ---- | --- | --- | --- | ---- |
| 2019-20 | Portland      | 13 | 0  | 7.9  | .469 | .000 | .615 | 2.5  | .3  | .4  | .0  | 2.9  |
| 2020-21 | Oklahoma City | 19 | 0  | 16.8 | .500 | .000 | .683 | 3.4  | 1.3 | .7  | .3  | 6.1  |
| 2021-22 | Oklahoma City | 7  | 5  | 34.2 | .489 | .360 | .429 | 12.0 | 2.4 | .9  | .7  | 14.7 |
| Total   | Total         | 39 | 5  | 17.0 | .490 | .231 | .618 | 4.6  | 1.2 | .6  | .3  | 6.6  |

### Playoffs
| Año   | Equipo   | PJ | PT | MPP  | %TC  | %3P | %TL | RPP | APP | ROB | TPP | PPP |
| ----- | -------- | -- | -- | ---- | ---- | --- | --- | --- | --- | --- | --- | --- |
| 2020  | Portland | 3  | 3  | 13.7 | .583 | -   | -   | 3.0 | .3  | .0  | .0  | 4.7 |
| Total | Total    | 3  | 3  | 13.7 | .583 | -   | -   | 3.0 | .3  | .0  | .0  | 4.7 |